# Гранд-готель «Ексельсіор»

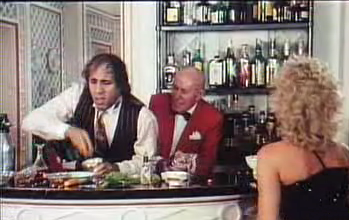
Адріано Челентано (ліворуч) і Раффаеле Ді Сіпіо, кадр з фільму «Гранд-готель „Ексельсіор“»

«Гранд-готель „Ексельсіор“» (італ. Grand Hotel Excelsior) — італійська комедія. Фільм вийшов 7 жовтня 1982, в головних ролях — Адріано Челентано і Енріко Монтезано.

## Сюжет
Таддеус (Адріано Челентано) — господар готелю Гранд-готель «Ексельсіор». Готелю виповнюється 50 років. З цього приводу приїжджає безліч почесних гостей, серед яких закохана в Таддеуса відвідувачка (Елеонора Джорджі). Вона всіляко намагається завоювати його серце, але безрезультатно. Вона двічі намагається накласти на себе руки, але Тадеус щоразу її рятує. Коли ж вона збирається покинути готель, то він мало не вмирає від любові.

## У ролях
- Адріано Челентано — Таддеус
- Енріко Монтезано — Еджисто Костанці
- Дієго Абатантуоно — Ніколіно
- Карло Вердоне — Перікл Коччіа
- Елеонора Джорджі — Ільда Вівальді
- Альдіна Мартано — Джиневра
- Франко Діоджене — Бінотті
- Армандо Бранча — Бертолацці
- Раффаеле Ді Сіпіо — бармен

## Знімальна група
- Режисер — Франко Кастеллано, Джузеппе Моччіа;
- Сценарій — Франко Кастеллано, Джузеппе Моччіа;
- Продюсер — Маріо Чеккі Горі, Вітторіо Чеккі Горі;
- Оператор — Даніло Дезідері;
- Композитор — Армандо Тровайолі;
- Художник — Бруно Амальфітано, Анджело Сантуччі, Люка Сабателлі;
- Монтаж — Антонио Січільяно.

## Кінорецензії
| Ліві лапки | «У фільмі „Гранд-Готель "Ексцельсиор"» (1983, режисер Кастеллано і Піполо) на підмогу Челентано, щоб смішити глядачів, додані ще три комедійних актора, а сам він «працює» дуже мало — просто ходить по готелю і сторожить підлеглих, як і належить власнику такого розкішного закладу» — радянський кінокритик Георгій Богемський, «Феномен Челентано», збірка щорічника «Екран» (1986) | Праві лапки |